# Remodeling Her Husband
Remodeling Her Husband ist eine US-amerikanische Stummfilmkomödie aus dem Jahr 1920 und die einzige Regiearbeit der Schauspielerin Lillian Gish, die gemeinsam mit Dorothy Parker auch das Drehbuch schrieb. Die Hauptrollen des als verschollen geltenden Films spielten Gishs jüngere Schwester Dorothy Gish und deren späterer Ehemann James Rennie. An der Produktion soll zudem der ursprünglich als Regisseur vorgesehene David Wark Griffith beteiligt gewesen sein, der jedoch nicht namentlich als Teil des Filmstabs genannt wird.

## Handlung

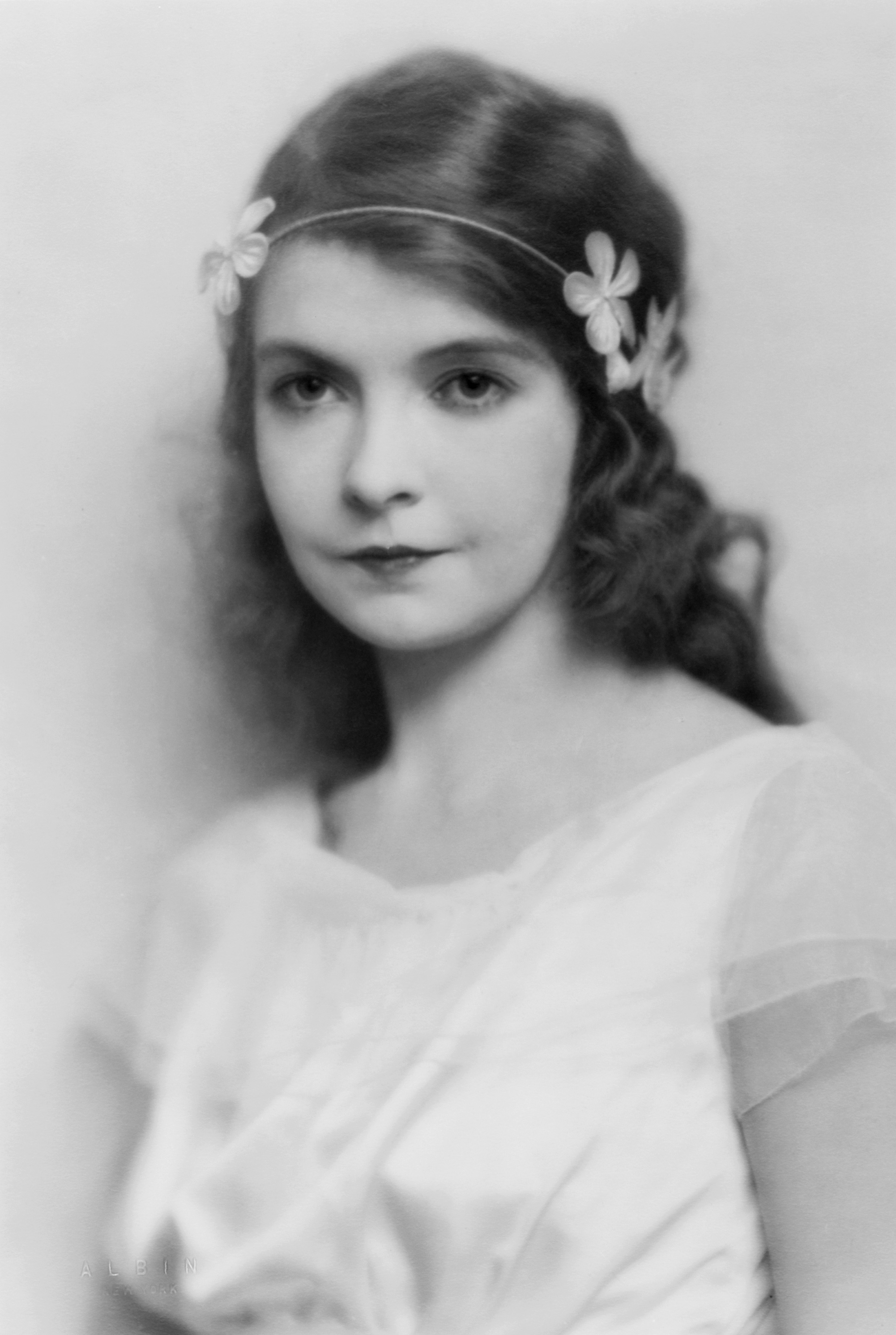
Regisseurin Lillian Gish im Jahr 1922

Janie Wakefield heiratet Jack Valentine, obwohl dieser als notorischer Frauenheld gilt. Ihr Plan ist es, ihn zu einem passenden Ehemann „umzuformen“. Jack gibt indirekt Janie die Mitschuld an der weiterhin andauernden Untreue, da diese nicht wie ein Flapper aussehen und er sich für sie schämen würde. Dennoch verspricht er eine Besserung in seinem Verhalten. Dieses Versprechen kann Jack allerdings nicht lange halten, da er kurze Zeit später einer jungen Frau mit schwerem Gepäck begegnet und ihr daraufhin nicht nur ins Taxi hilft, sondern sie sogar bis nach Hause begleitet. Janie sieht ihren Ehemann hierbei, als sie mit dem Bus an der Szenerie vorbeifährt, redet sich aber ein, dass er es nicht gewesen sein kann. Die Erkenntnis kommt ihr erst, als er auch die Nähe einer faszinierenden, in der Nachbarschaft wohnenden Witwe sucht. Janie verzeiht Jack jedoch und gibt ihren Plan nicht auf, einen geeigneten Gatten aus ihm zu machen. Erst nach einem weiteren Flirt mit einer Manikeurin verlässt Janie den untreuen Jack und zieht zu ihrer Mutter.
Jack, der Janie trotz seiner Seitensprünge wirklich zu lieben scheint und mittlerweile ihre Vorzüge erkannt hat, bereut sein Verhalten und wünscht sie sich zurück. Janie hat in der Zwischenzeit eine Anstellung im Büro ihres Vaters gefunden, wo sie von Jack aufgesucht wird. Janie verzeiht ihrem um Vergebung bittenden Ehemann zunächst, ehe dieser auf einmal wieder autoritär auftritt und es sich damit bei Janie verscherzt. Sie lässt Jack von Mitarbeitern aus dem Büro entfernen. Erst als der abgewiesene Jack wenig später voller Verzweiflung mit Suizid droht, erkennt Janie, dass er sie wirklich liebt, er sich geändert hat und seine „Umwandlung“ nun wirklich gelungen ist. Das Paar zieht deshalb wieder zusammen und lebt fortan glücklich miteinander.

## Produktion

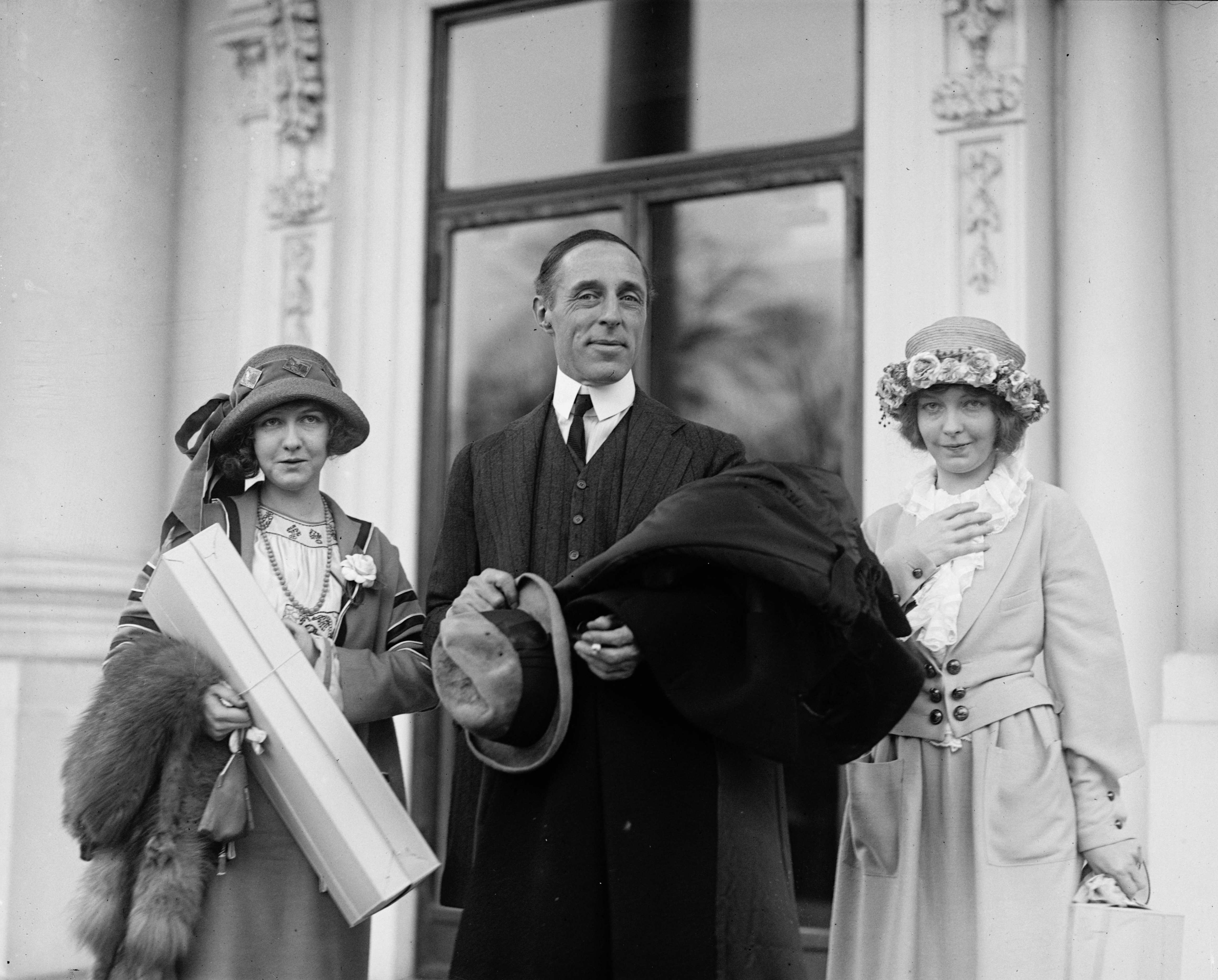
Dorothy Gish, David Wark Griffith und Lillian Gish im März 1922

Remodeling Her Husband war die einzige Regiearbeit von Lillian Gish. Neben ihrer Tätigkeit als Regisseurin schrieb sie zudem einen Großteil des Drehbuchs, verwendete hierfür jedoch das Pseudonym Dorothy Elizabeth Carter. Die Zwischentitel des Films wurden von der Schriftstellerin und Kritikerin Dorothy Parker verfasst. Somit war mit Ausnahme des Kameramanns George W. Hill der gesamte Filmstab für diese Produktion weiblich.
In einigen Quellen werden auch noch weitere am Film beteiligte Personen genannt, die jedoch nicht in den Credits Erwähnung fanden. So wird teilweise David Wark Griffith als Mitwirkender oder sogar als Co-Regisseur bezeichnet. Griffith arbeitete über viele Jahre mit den Geschwistern Gish, insbesondere mit Lillian, zusammen und besetzte letztere für einige seiner bekanntesten Filme wie Die Geburt einer Nation und Intoleranz. Ursprünglich sollte Griffith die Regie von Remodeling Her Husband übernehmen, ehe er diese Aufgabe aus unbekannten Gründen an Lillian Gish übertrug. Wie groß letztendlich sein Einfluss auf Remodeling Her Husband blieb, ist nicht genau geklärt. Dasselbe gilt für eine in manchen Quellen aufgelistete Beteiligung des Schriftstellers Harry Carr am Drehbuch des Films.
Remodeling Her Husband entstand im East Coast Studio in Mamaroneck, welches David Wark Griffith gehörte. Der von Famous Players-Lasky produzierte und durch Paramount Pictures vertriebene Film feierte seine Premiere am 13. Juni 1920. Die Hauptdarstellerin Dorothy Gish heiratete ihren Filmpartner James Rennie wenige Monate später im Dezember 1920.
Lillian Gish wird durch Remodeling Her Husband als eine der ersten berühmten Schauspielerinnen Hollywoods bezeichnet, die während des Höhepunkts ihrer Karriere den Schritt hinter die Kamera wagte.

## Verbleib und zeitgenössische Kritiken

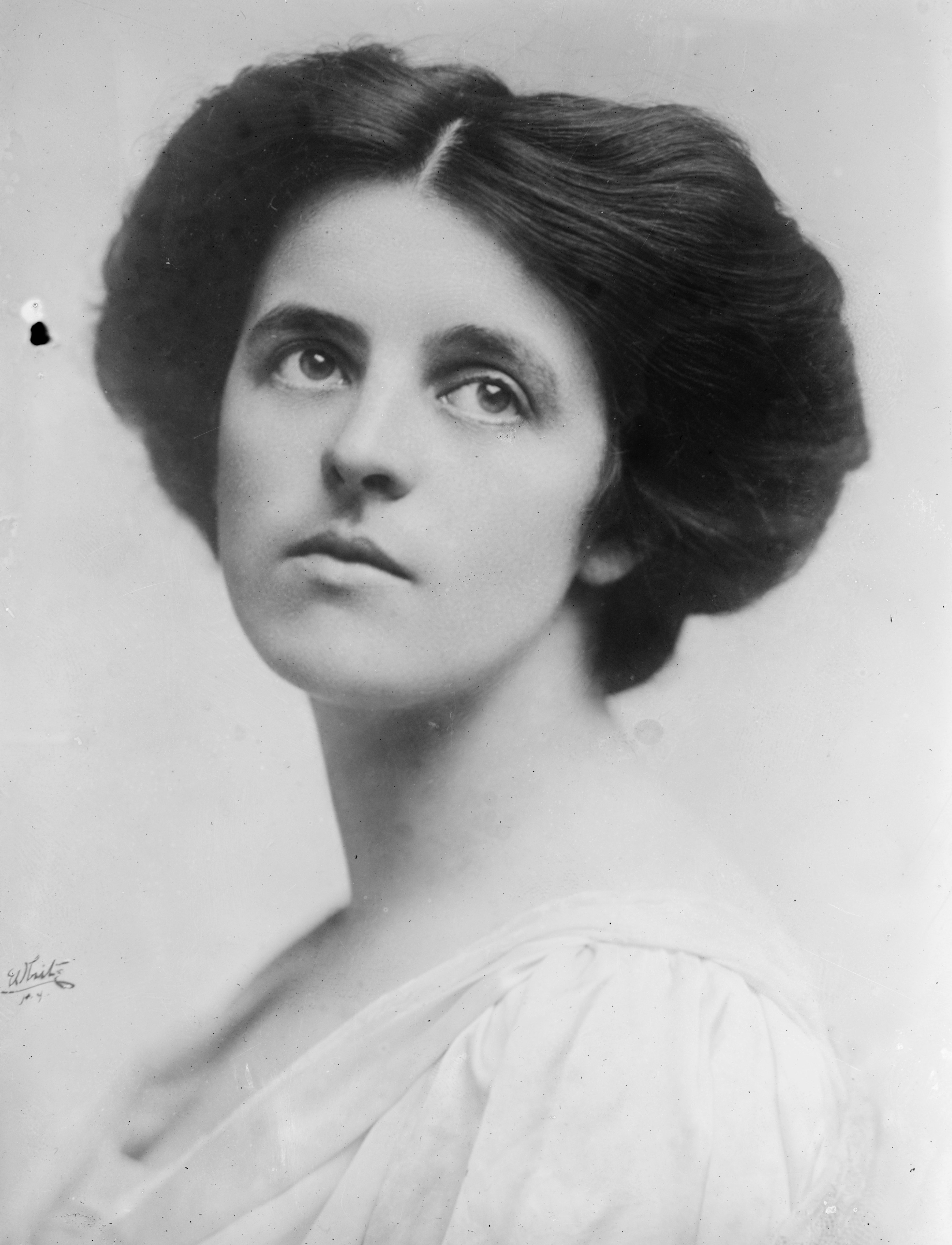
Die am Drehbuch beteiligte Schriftstellerin Dorothy Parker

Es existieren keine bekannten Kopien von Remodeling Her Husband, weshalb Lillian Gishs einzige Regiearbeit als verschollen bzw. zerstört gilt. Dies liegt vor allem an den damals verwendeten, leicht entzündlichen Zelluloidfilmen, die sich bei schlechter Lagerung schnell zersetzen. Über die genaue Laufzeit des Films gibt es unterschiedliche Angaben: Die Internet Movie Database nennt eine Länge von 50 Minuten, während in zeitgenössischen Kritiken und Zeitungsartikeln auch 65 Minuten angegeben werden.
Lillian Gishs Film wurde von Kritikern gemischt aufgenommen, während ihre Schwester als Hauptdarstellerin zumeist Lob erhielt. So hieß es in der Zeitschrift Variety, Remodeling Her Husband wäre eine „Familienangelegenheit“ der Gish-Familie, die vor allem durch die schauspielerische Leistung von Dorothy Gish und ihr Talent als Komikerin sehenswert sei. Die Handlung selbst wurde als durchschnittlich bezeichnet. Ohne Dorothy Gish als „Haken, Schnur und Senkblei“ würde der Film „sinken“. Laurence Reid bezeichnete die Komödie in den Motion Picture News, Ausgabe März bis Juni 1920, als „mottenzerfressene Story“, die von Dorothy Gishs unnachahmlichen Humor profitieren würde.
Finanziell war Remodeling Her Husband erfolgreich: Bei einem Budget von etwa 50.000 US-Dollar spielte der Film über 460.000 US-Dollar ein.